# 木更津北インターチェンジ
木更津北インターチェンジ（きさらづきたインターチェンジ）は、千葉県木更津市にある館山自動車道のインターチェンジである。東日本高速道路(NEXCO東日本)市原管理事務所管轄。所在地は木更津市だが、袖ケ浦市との市境付近に位置し、袖ケ浦市の東京ドイツ村なども近くにある。

## 料金所
- ブース数：7

### 入口
- ブース数：2
  - ETC専用：1
  - ETC・一般：1

### 出口
- ブース数：5
  - ETC専用：1
  - 一般：4

## 歴史
- 1995年7月18日：姉崎袖ヶ浦IC - 木更津南IC間開通、当IC供用開始

## 接続する道路
- E14館山自動車道(15番)
- 国道409号（房総横断道路）
- 国道410号

## 周辺
- かずさアカデミアパーク
- 東京ドイツ村
- 東清川駅
- 横田駅

## 隣
E14 館山自動車道
(14)姉崎袖ケ浦IC - (15)木更津北IC - (16)木更津JCT